# Ceutrones
De Ceutrones waren een pre-Romeinse Keltische stam die gedurende de oudheid in Gallië een gebied in de Grajische Alpen bewoonden. Eerst behoorden zij tot de Romeinse provincie Gallia Narbonensis (onder de Romeinse Republiek) en later tot de provincie Alpes Graiae et Poeninae (onder het Romeinse Keizerrijk).
Opmerking: Niet te verwarren met de Centrones, een vazalstam van de Nerviërs, die in Belgica (het huidige België) leefden.

## Geschiedenis
Volgens Jean Baptiste bezetten de Ceutrones het overgrote deel van de Tarentaise Vallei, in het huidige Savoie, een departement in het Oosten van Frankrijk. Plinius de Oudere noemde hen Grenzenaren, ofwel, de bewoners van de westelijke grens van de Alpen. Ptolemaeus schreef dat ze in de Grajische Alpen woonden, ten westen van de Valle d'Aosta, waar de Salassi woonden.
De Ceutrones hadden een middelgrote bevolking die bereidwillig was om zichzelf te verdedigen, aldus vermelden overleveringen van Romeinse legers die door het gebied trokken. Ook werd geschreven over 'een gecultiveerd land'. Polybius beschreef hoe het leger van de Ceutrones een agressieve aanval op Caesars leger uitvoerden, toen die via de Alpen op weg was naar het Meer van Bourget. Daarbij schuwden ze zich niet voor het gebruik van rollende rotsblokken en stenen, in hellende gebieden, die ze op de Romeinen afstuurden, waarbij volgens de overlevering verscheidene Romeinse soldaten omkwamen.
Ook Julius Caesar beschrijft hen in zijn Commentarii de bello Gallico:
...Hier (in de Alpen), proberen de Ceutronen, de Graioceli en de Caturiges, die de hoger gelegen gebieden in bezit genomen hebben, om het leger te hinderen in zijn mars. Nadat hij hen in verschillende veldslagen op de vlucht gejaagd had, arriveerde hij in het territorium van de Vocontii in de Verre Provincie, op de zevende dag vanaf Ocelum, dat het meest afgelegen dorp in de Hither Provincie is. Vandaar leidt hij zijn leger in het land van de Allobroges, ...
De nederzettingen van de stam werden opgenomen door Ptolemaeus in zijn Geographia, en enkele voorname dorpen zelfs in de Kaart van Peutinger opgenomen. Hun belangrijkste culturele centrum was Darantaise, waaraan de vallei van Tarantaise zijn naam dankt. Tijdens de middeleeuwen bleef het een belangrijk religieus centrum in de regio, tot het einde van het eerste millennium. Middeleeuwse klerken noemden de stad ‘Monasterium’, waaruit later de naam Moûtiers is afgeleid, waarmee de stad nu bekend staat. De naam Ceutrones is vermoedelijk afgeleid van de Romeinse naam voor het dorp ‘Centron’ in Montgirod, Savoie. De Romeinen beschreven het dorp waarschijnlijk als ‘Forum Claudii Ceutronum’. De naam Ceutrones zit dus verscholen in de Romeinse benaming. De Ceutrones leefden ook in de buurt van de Kleine Sint-Bernhardpas - een naam die pas dateert van de Middeleeuwen - midden de Grajische Alpen.

## Naburige stammen
Verschillende stammen leefden als buren naast de Ceutrones in het Alpengebied:
- De Allobroges, die in het noordwesten van Savoie woonden.
- De Graioceli, die in de bovenvallei van Maurienne hun dorpen bewoonden, in de buurt van de Grajische Alpen.
- De Medulli, die in het midden van de Vallei van Maurienne woonden, en een gebied bezetten dat waarschijnlijk zelfs tot Moûtiers zelf reikte.
- De Nantuates, die in Chablais, het oosten van Savoie en in delen van Zwitserland woonden, zoals Valais.
- De Salassi die in de Aosta Vallei woonden, tot in de Penninische Alpen bij de (huidige) Grote Sint-Bernhardpas[1]. Zowel de Ceutrones als de Salassi bewoonden de kleine Romeinse bergprovincie Alpes Graiae et Poeninae.
- De Segusini, die in Susa, Italië, woonden en in Briançon.

## Voorname nederzettingen
- "Darantasia" of "Ceutronum Civitas" (Moûtiers)
- "Ad Publicanos" (Conflans, in Albertville)
- "Axima" of "Axuma" (Aime)
- "Bergintrum" (Bourg-Saint-Maurice)
- "Clusora" (Cluses)
- "Forum Claudii Ceutronum" (Waarschijnlijk wordt hiermee Centron bedoeld)
- "Mantala" (Bourg-Evescal tussen Saint-Jean-de-la-Porte en Saint-Pierre-d'Albigny)
- "Oblimum" (La Bâtie, in Villaroux)